# 金沢咲希
金沢 咲希（かなざわ さき、1976年9月17日 - ）は、中国・河北省出身の卓球選手。中国名は満麗（マン リー）。1998年に来日し日本生命に入社。その後、2004年4月に日本に帰化。全日本卓球選手権大会2005年度・女子シングルスの部で優勝し、日本代表としても活躍した。
7歳の頃、卓球を始める。初めはシェークハンドラケットを使用していたが、卓球を始めて2年ほどでペンホルダーラケットに変える。1988年、12歳の頃に河北省代表チームに入り、その後1991年、16歳で中国国家チームに入る。
1995年の世界卓球選手権天津大会に出場した。
1998年、河北省代表チーム時代の先輩で、先に日本でプレーしていた樊建欣（ファン ジェンシン、日本名・高田佳枝）の勧誘で来日し、日本卓球リーグの強豪・日本生命の外国籍選手として活躍。2004年、日本に帰化し満麗から金沢咲希となる。2005年の第48回世界卓球選手権個人戦上海大会（個人戦）に日本代表として初出場。2006年の第48回世界卓球選手権団体戦ブレーメン大会（団体戦）では日本代表チームの柱として出場し、銅メダルを獲得する。以後、日本代表の中で数少ないサウスポー及びペンホルダーの選手として活躍した。日本リーグで100勝を達成した後、2009年2月のジャパントップ12を最後に現役を引退。
日本名の「金沢」は、旅行して好きになった金沢市に由来している。夫であるサッカー選手の于丙涛との間で2010年に子どもを出産し、現在は一児の母。産休を経て、2012年現在は兵庫県伊丹市の伊丹卓球協会で指導者として活動している。

## 主な戦績
- 2006年
  - 1月 全日本卓球選手権大会 女子シングルス優勝
  - 2月 ジャパントップ12卓球大会優勝
- 2007年
  - 1月 全日本卓球選手権大会　女子ダブルス優勝（ペア・藤井寛子選手）